# ハンス・カラフース
ハンス・カラフース（Hans Kalafusz, 1940年9月3日 - ）は、オランダのヴァイオリン奏者。
ハーグの生まれ。ハイデルベルク音楽院を経てマンハイムでユストゥス・リンゲルベルクにヴァイオリンを師事し、プラハでウィリー・シュヴェイダの薫陶を受けた。20歳でシュトゥットガルト放送交響楽団のコンサートマスターに抜擢され、セルジュ・チェリビダッケ、カール・ミュンヒンガー、ネヴィル・マリナー、ゲオルク・ショルティらと共演した。ドナウ・エッシンゲンやワルシャワ等の現代音楽祭に度々出演し、その縁で1974年にドイツ弦楽三重奏団を結成する。
1980年からシュトゥットガルト音楽院で教鞭をとる。